# Marjata (2014)
Marjata je norská zpravodajská loď (ELINT). Postavena byla jako náhrada stejnojmenné lodě sloužící od roku 1995. Její vstup do služby je plánován na rok 2016, přičemž plavidlo bude norská vojenská zpravodajská služba provozovat především v Barentsově moři a v Arktidě. Dle vyjádření představitele tajné služby loď bude sloužit zejména k monitorování ruských vojenských a částečně civilních aktivit, např. základen s jadernými zbraněmi na poloostrově Kola. Plavidlo bude dle norských zdrojů patřit mezi nejvýkonnější svého druhu. Plánovaná životnost plavidla je 30 let.

## Stavba
Finance na stavbu plavidla byly přiděleny roku 2009. Trup plavidla byl postaven rumunskou pobočkou loděnice Vard Langsten a v březnu 2014 odtažen k dokončení do norské loděnice Vard Langsten v Romsdalu. Plavidlo bylo pokřtěno dne 6. prosince 2014 za přítomnosti norské premiérky Erny Solberg. V roce 2015 loď strávila několik měsíců na americké námořní základě Yorktown ve Virginii, kde na ní byly instalovány různé systémy a vybavení.

## Konstrukce
Většina informací o plavidle nebyla zveřejněna. Loď je však výrazně větší než její předchůdce, s modernějším a výkonnějším vybavením. Nenese žádnou výzbroj. Pohonný systém je diesel-elektrický.